# 村本浩平
村本 浩平（むらもと こうへい、1972年 - ）は北海道出身のスポーツライター。

## 人物
大学在学中に「Numberスポーツノンフィクション新人賞」（文芸春秋・Number主催）のグランプリを受賞。その後、競走馬育成牧場勤務を経験し、生産・育成の現場での勤務経験を活かしたコラムなどを多数執筆し、現在も札幌市を拠点として、競馬・競走馬の現場のインサイドストーリーを中心とした記事を競馬雑誌やスポーツ紙などに寄稿している。

## 出演
- 馬産地通信（グリーンチャンネル　ナビゲーターとして、古谷剛彦とダブルキャストで出演）